# 누에바카스티야 총독부
누에바카스티야(스페인어: Nueva Castilla)는 스페인국왕 카를로스 1세가 1528년에 프란시스코 피사로에게 수여한 행정관할 주(州)였다. 피사로는 이 지역의 총독자리를 약속받았었는데, 이 지역의 범위는 대략적으로 현대의 페루 지역으로, 1535년에 리마가 건설되면서 분할되었다. 피사로와 그의 형제들이 수행한 잉카제국 정복(1531-1533)은 누에바카스티야의 영토적 기초를 마련하였다.
이후 스페인과 포르투갈 사이에서 이루어진 남아메리카 영토분할 이후에는 페루의 식민행정구역이 크게 네 개로 나뉘게 되었다. 누에바카스티야의 영토는 대략적으로 쿠스코의 위쪽에 있는 에콰도르와 콜롬비아에 걸쳐있었고, 누에바톨레도(New Toledo)는 예전 잉카제국의 남부지역, 칠레의 중심지까지에 이르는 지역을 관할하였다. 뉴 안달루시아(New Andalusia)는 이 때까지 공식적으로 스페인에 정복되지 않은 지역을 관할하게 되었는데, 이 지역은 수십년뒤에 스페인이 정복하였다. 마지막으로 뉴 레옹(New Léon)은 대륙남쪽의 대다수의 지역을 관할했다. 이러한 영토분할은 남아메리카의 식민행정의 기초를 쌓게되었다.

## 폐지
누에바카스티야 총독부는 1544년에 카를로스1세가 페루부왕령(副王領)을 만들기위해 파견한 특사, 블라스코 누네즈 벨라(Blasco Núñez Vela)에 의해 공식적으로 해체되었다. 그리고 1548년에 곤잘로 피사로가 자퀴야후아나 전투(Battle of Jaquijahuana)에서 패해 죽게되면서 누에바카스티야 총독부의 시대는 마침내 막을 내리게 된다.

## 같이 보기
- 루손섬
- 스페인 제국
- 페루 부왕령